# Cnemaspis siamensis
Espèce
Synonymes
- Gonatodes siamensis Smith, 1925

Cnemaspis siamensis est une espèce de geckos de la famille des Gekkonidae.

## Répartition
Cette espèce est endémique de Thaïlande. Elle se rencontre dans les provinces de Phetchaburi, de Samut Songkhram, de Chumpon, de Surat Thani et de Phuket

## Description
Cnemaspis siamensis mesure jusqu'à 37,3 mm, queue non comprise.

## Étymologie
Son nom d'espèce, composé de siam et du suffixe latin -ensis, « qui vit dans, qui habite », lui a été donné en référence au lieu de sa découverte, le Siam, ancien nom de la Thaïlande.

## Publication originale
- Smith, 1925 : Contributions to the Herpetology of Borneo. Sarawak Museum Journal, vol. 3, p. 15-34 (texte intégral).